# Qiana Joseph
Qiana Joseph (sinh ngày 01 tháng 1 năm 2001) là một Ấn Độ Tây cricket  hiện đang chơi cho St Lucia là một bowler nhanh. Vào tháng 5 năm 2017, cô đã có tên trong đội hình Tây Ấn cho World Cup Cricket nữ 2017. Cô đã ra mắt Quốc tế Phụ nữ Một ngày (WODI) cho Tây Ấn đấu với Nam Phi trong World Cup Cricket nữ 2017 vào ngày 2 tháng 7 năm 2017. Vào tháng 11 năm 2018, cô đã có tên trong đội hình của West Indies thay thế Sheneta Grimmond bị thương cho giải đấu ICC Women's World Twenty20 2018 ở West Indies.